# Mistrzostwa Stanów Zjednoczonych w Skokach Narciarskich 2018
Mistrzostwa Stanów Zjednoczonych w Skokach Narciarskich 2018 – zawody o mistrzostwo Stanów Zjednoczonych w skokach narciarskich, rozegrane w Park City w dniach 28–29 lipca. Najpierw odbyły się zawody na skoczni normalnej, a dzień później rywalizacja przeniosła się na skocznię dużą.
Na skoczni normalnej w kategorii pań najlepszą okazała się być reprezentantka Kanady Abigail Strate. Skoki na odległość kolejno 98 i 98,5 metra pozwoliły jej na wyprzedzenie swojej rodaczki Natashy Bodnarchuk o 32,5 punktu. Trzecia sklasyfikowana została Nita Englund, która ze stratą 38 punktów do pierwszego miejsca została mistrzem kraju ze względu na narodowość. Pozostałymi medalistkami są Tara Geraghty-Moats oraz Annika Belshaw. Na starcie pojawiło się piętnaście zawodniczek, a w tym trzy Kanadyjki.
Wśród mężczyzn najlepszy był Kevin Bickner. Na drugim miejscu gorszy o zaledwie dwa punkty uplasował się Kanadyjczyk Mackenzie Boyd-Clowes. Trzecie miejsce zajął Casey Larson już ze znaczną stratą do drugiego miejsca. Brązowy medal trafił do zajmującego piąte miejsce Deckera Deana. W rywalizacji wzięło udział dwudziestu siedmiu skoczków w tym siedmiu Kanadyjczyków i jeden Brytyjczyk.
Konkurs kobiet na skoczni dużej wygrała podobnie jak na normalnej Abigail Strate z przewagą ponad pięćdziesięciu punktów nad złotą medalistką kraju Nitą Englund, która została w zawodach sklasyfikowana na pozycji drugiej. Podium zawodów uzupełniła Tara Geraghty-Moats. Brązowy medal mistrzostw trafił po raz drugi do Anniki Belshaw, która zajęła szóste miejsce. Na skoczni dużej zaprezentowało się trzynaście zawodniczek.
Rywalizację mężczyzn na skoczni dużej wygrał Mackenzie Boyd-Clowes. Kanadyjczyk o równe osiem punktów wyprzedził złotego medalistę Kevina Bicknera. Trzeci podobnie jak na skoczni normalnej był Casey Larson, któremu ponownie przyznano srebrny medal. Zajmujący czwarte miejsce Decker Dean otrzymał medal brązowy. Na starcie pojawiło się trzydziestu dwóch zawodników.

## Wyniki

### Kobiety
| Msc.  | Zawodniczka         | Klub  | I seria | II seria | Punkty |
| ----- | ------------------- | ----- | ------- | -------- | ------ |
| –     | Abigail Strate      | CAN   | 98,0 m  | 98,5 m   | 256,5  |
| –     | Natasha Bodnarchuk  | CAN   | 91,5 m  | 90,5 m   | 224,0  |
| 1.    | Nita Englund        | USANS | 90,5 m  | 89,0 m   | 218,5  |
| 2.    | Tara Geraghty-Moats | USANS | 87,0 m  | 87,5 m   | 212,5  |
| 3.    | Annika Belshaw      | USANS | 82,5 m  | 88,5 m   | 202,5  |
| –     | Nicole Maurer       | CAN   | 79,5 m  | 88,0 m   | 193,5  |
| 4.    | Paige Jones         | USANS | 77,0 m  | 76,0 m   | 160,0  |
| 5.    | Jillian Highfill    | USANS | 68,0 m  | 75,0 m   | 142,5  |
| 6.    | Samantha Macuga     | USANS | 75,0 m  | 69,0 m   | 140,0  |
| 7.    | Anna Hoffmann       | USANS | 66,5 m  | 72,0 m   | 129,0  |
| . . . |                     |       |         |          |        |

| Msc.  | Zawodniczka         | Klub  | I seria | II seria | Punkty |
| ----- | ------------------- | ----- | ------- | -------- | ------ |
| –     | Abigail Strate      | CAN   | 128,0 m | 130,5 m  | 237,6  |
| 1.    | Nita Englund        | USANS | 115,5 m | 109,0 m  | 187,1  |
| 2.    | Tara Geraghty-Moats | USANS | 109,5 m | 103,0 m  | 171,5  |
| –     | Natasha Bodnarchuk  | CAN   | 107,0 m | 100,0 m  | 156,1  |
| –     | Nicole Maurer       | CAN   | 99,0 m  | 106,0 m  | 156,0  |
| 3.    | Annika Belshaw      | USANS | 95,5 m  | 100,5 m  | 140,3  |
| 4.    | Paige Jones         | USANS | 96,0 m  | 96,0 m   | 125,1  |
| 5.    | Samantha Macuga     | USANS | 91,0 m  | 84,5 m   | 97,9   |
| 6.    | Jillian Highfill    | USANS | 81,5 m  | 88,0 m   | 85,1   |
| 7.    | Anna Hoffmann       | USANS | 85,0 m  | 83,0 m   | 70,9   |
| . . . |                     |       |         |          |        |

### Mężczyźni
| Msc.  | Zawodnik              | Klub  | I seria | II seria | Punkty |
| ----- | --------------------- | ----- | ------- | -------- | ------ |
| 1.    | Kevin Bickner         | USANS | 98,5 m  | 95,5 m   | 260,4  |
| –     | Mackenzie Boyd-Clowes | CAN   | 96,5 m  | 94,5 m   | 258,4  |
| 2.    | Casey Larson          | USANS | 95,5 m  | 91,5 m   | 236,0  |
| –     | Matthew Soukup        | CAN   | 90,5 m  | 84,0 m   | 213,5  |
| 3.    | Decker Dean           | USANS | 88,5 m  | 84,0 m   | 208,5  |
| –     | Joshua Maurer         | CAN   | 87,5 m  | 83,5 m   | 201,4  |
| 4.    | Michael Glasder       | USANS | 86,5 m  | 81,5 m   | 200,5  |
| 5.    | Hunter Gibson         | USANS | 81,5 m  | 83,0 m   | 192,5  |
| 5.    | Patrick Gasienica     | USANS | 85,0 m  | 80,0 m   | 192,5  |
| 7.    | Andrew Urlaub         | USANS | 87,5 m  | 76,0 m   | 185,5  |
| . . . |                       |       |         |          |        |

| Msc.  | Zawodnik              | Klub  | I seria | II seria | Punkty |
| ----- | --------------------- | ----- | ------- | -------- | ------ |
| –     | Mackenzie Boyd-Clowes | CAN   | 129,5 m | 132,5 m  | 279,4  |
| 1.    | Kevin Bickner         | USANS | 130,5 m | 126,5 m  | 267,4  |
| 2.    | Casey Larson          | USANS | 120,5 m | 116,5 m  | 221,6  |
| 3.    | Decker Dean           | USANS | 118,0 m | 119,5 m  | 219,5  |
| 4.    | Michael Glasder       | USANS | 121,5 m | 113,5 m  | 218,5  |
| –     | Joshua Maurer         | CAN   | 109,0 m | 111,5 m  | 189,4  |
| 5.    | Patrick Gasienica     | USANS | 109,0 m | 111,5 m  | 188,4  |
| 6.    | Andrew Urlaub         | USANS | 106,0 m | 111,5 m  | 179,0  |
| 7.    | Ben Loomis            | USANS | 108,0 m | 104,5 m  | 174,5  |
| –     | Robert Lock           | GBR   | 105,0 m | 103,0 m  | 161,9  |
| . . . |                       |       |         |          |        |